# Ulrich Watson
Ulrich Watson (5 februari 1969) is een Surinaams oud-voetballer. Hij speelde voor SV Robinhood en in het Surinaamse voetbalelftal, was kortstondig bij de Turkse ploeg Galatasaray en speelde vervolgens voor het Nederlandse Heracles.

## Carrière
Ulrich Watson is de oudere broer van de basketballer Herbert Watson. Hij speelde vanaf zijn zestiende voor de topclub SV Robinhood uit Paramaribo.
Hij speelde in 1988 in het Surinaamse voetbalelftal in een wedstrijd tegen Guyana.
Hij was met Robinhood in 1990 in Nederland voor een oefenwedstrijd. Hij werd toen opgemerkt door de voorzitter Alp Yalman die op trainingskamp in Nederland was. Hij was onder de indruk en liet Watson overkomen naar Galatasaray om mee te spelen in het komende seizoen. Echter werd zijn overeenkomst al op korte termijn beëindigd omdat hoofdcoach Mustafa Denizli zijn talent niet zag zitten. Watson keerde daarna terug naar Nederland. Zelf zegt hij over die tijd dat hij een moederskindje was en niet goed met de culturele verandering om kon gaan en daar alleen zat in een land met een vreemde taal.
In mei 1990 was met het Surinaamse elftal in Nederland voor een oefenwedstrijd tegen Sparta uit Rotterdam. Ondanks dat ze veel kansen lieten liggen, wonnen ze de wedstrijd met 2-1.
In juli 1993 ging hij naar Heracles in Almelo, Nederland en speelde daar in het seizoen 1993/1994.